# John Bunch
John Bunch (1 de diciembre de 1921 – 30 de marzo de 2010) fue un pianista dejazz estadounidense.  

## Primeros años de vida
Nació y creció en Tipton, Indiana,  una pequeña comunidad agrícola y estudió piano con George Johnson, un pianista de jazz de Hoosier. A la edad de 14 años, ya tocaba con bandas de adultos en el centro de Indiana.

## Vida posterior y carrera
Durante la Segunda Guerra Mundial, se alistó en las Fuerzas Aéreas del Ejército y se convirtió en bombardero de una Fortaleza Voladora B17.  Él y su tripulación de diez hombres fueron transferidos al servicio de combate en Inglaterra, realizando misiones de bombardeo sobre Alemania. Su avión fue derribado el 2 de noviembre de 1944 y Bunch fue hecho prisionero.  En el campo de prisioneros aprendió a hacer arreglos para grandes bandas.
Después de la guerra, solicitó una formación universitaria para especializarse en música, pero se le negó porque no sabía leer música clásica a primera vista.  Trabajó posteriormente en fábricas y seguros. En 1956 se mudó a Los Ángeles, donde inmediatamente fue aceptado por músicos de jazz como Georgie Auld y Jimmie Rowles, quienes luego lo recomendaron a Woody Herman.  Se instaló en Nueva York en 1958, donde se unió a Eddie Condon y Maynard Ferguson.  Grabó con Ferguson y muchos grupos más pequeños.
En 1966, se unió a Tony Bennett como pianista y director musical, y permaneció con el cantante hasta 1972  Durante ese tiempo apareció en la serie de Bennett de 1972 para Thames Television, Tony Bennett at the Talk of the Town. Después de eso, reanudó su trabajo en el jazz, tocando y grabando con Benny Goodman, Buddy Rich, Gene Krupa, Pearl Bailey y Scott Hamilton.  Dirigió un trío, principalmente en Inglaterra, y realizó muchas grabaciones como líder, como con el New York Swing Trio con Bucky Pizzarelli y Jay Leonhart.
Permaneció activo en Europa y Estados Unidos durante sus últimos años. Murió de melanoma en el Hospital Roosevelt, Manhattan, Nueva York, el 30 de marzo de 2010. Le sobrevivió su esposa, Cecily "Chips" Gemmell, ex secretaria privada de Winston Churchill. 

## Discografía

### Como líder o colíder
| Año de grabación | Título                                          | Sello       | Notas |
| ---------------- | ----------------------------------------------- | ----------- | --- |
| 1975             | John's Bunch                                    | Progressive | Con Urbie Green (trombón), Al Cohn (saxo tenor), Milt Hinton (bajo), Mousey Alexander (batería)                                     |
| 1975             | John Bunch Plays Kurt Weill                     | Chiaroscuro | Piano solo; reedición de pistas de piano solo agregadas grabadas en 1991                                                            |
| 1977?            | Jubilee                                         | Audiophile  | Trío, con Cal Collins (guitarra), George Mraz (bajo)                                                                                |
| 1977             | John's Other Bunch                              | Progressive | Con Warren Vaché (trompeta), Scott Hamilton (saxo tenor), Michael Moore (bajo), Connie Kay (batería)                                |
| 1977?            | Slick Funk                                      | Famous Door | |
| 1987?            | The Best Thing for You                          | Concord     | Trío, con Phil Flanigan (bajo), Chuck Riggs (batería)                                                                               |
| 1994?            | Plays Rodgers & Hart                            | LRC         | Como Swing de Nueva York; cuarteto, con Bucky Pizzarelli (guitarra), Jay Leonhart (bajo), Joe Cocuzzo (batería)                     |
| 1994?            | Tributes Cole Porter                            | LRC         | Como Swing de Nueva York; cuarteto, con Bucky Pizzarelli (guitarra), Jay Leonhart (bajo), Joe Cocuzzo (batería)                     |
| 1994?            | Tributes Jerome Kern                            | LRC         | Como Swing de Nueva York; cuarteto, con Bucky Pizzarelli (guitarra), Jay Leonhart (bajo), Dennis Mackrel (batería)                  |
| 1995             | Struttin'                                       | Arbors      | Dúo, con Phil Flanigan (bajo) |
| 1996             | Solo                                            | Arbors      | piano solo |
| 1996             | New York Swing                                  | Chiaroscuro | Trío, con Bucky Pizzarelli (guitarra), Jay Leonhart (bajo); en concierto                                                            |
| 1997             | World War II Love Songs                         | Groove Jams | Trío, con Michael Moore (bajo), Butch Miles (batería)                                                                               |
| 2001?            | Love in the Spring                              | Koch        | |
| 2001             | A Special Alliance                              | Arbors      | Trío, con Dave Green (bajo), Steve Brown (batería)                                                                                  |
| 2002?            | Manhattan Swing: A Visit With Duke Ellington    | Arbors      | Trío, con Bucky Pizzarelli (guitarra), Jay Leonhart (bajo)                                                                          |
| 2003             | An English Songbook                             | Chiaroscuro | piano solo |
| 2003             | Tony's Tunes                                    | Chiaroscuro | Trío, con Bucky Pizzarelli (guitarra), Jay Leonhart (bajo)                                                                          |
| 2006             | At the Nola Penthouse: Salutes Jimmy Van Heusen | Arbors      | Trío, con Dave Green (bajo), Steve Brown (batería)                                                                                  |
| 2008             | Plays the Music of Irving Berlin (Except One)   | Arbors      | Algunos temas trío, con Frank Vignola (guitarra), John Webber (bajo); algunas pistas del cuarteto, con Frank Wess (flauta) agregado |
| 2009             | Do Not Disturb                                  | Arbors      | Trío, con Frank Vignola (guitarra), John Webber (bajo)                                                                              |

### Como acompañante
Con Benny Bailey
- The Satchmo Legacy (Enja, 2000)

Con Buck Clayton y Tommy Gwaltney's Kansas City 9
- Goin' to Kansas City (Riverside, 1960)

Con Kenny Davern
- Live at the Floating Jazz Festival
- The Jazz KENnection

Con Maynard Ferguson
- A Message from Newport (Roulette, 1958)

Con Gene Krupa
- The Great New Gene Krupa Quartet Featuring Charlie Ventura (Verve, 1964)

Con Donnie O'Brien
- Donnie O' Brien Meets Manhattan Swing: In a Basie Mood (Arbors)

Con Bucky Pizzarelli
- Five for Freddie (Arbors)

Con Rex Stewart y Dicky Wells
- Chatter Jazz (RCA Victor, 1959)